# Pedicularis fragilis
Pedicularis fragilis är en snyltrotsväxtart som beskrevs av Prain. och Carl Maximowicz. Pedicularis fragilis ingår i släktet spiror, och familjen snyltrotsväxter. Inga underarter finns listade i Catalogue of Life.